# Чуі (річка)
Чуі або Чуй (ісп. arroyo Chuy, порт. Arroio Chuí) — річка в Південній Америці, що протікає в Бразилії та в Уругваї.

## Територія
Бере початок на крайньому півдні Бразилії в штаті Ріу-Гранді-ду-Сул біля Санта-Віторія-ду-Пальмар. Тече в напрямку з півночі на південь до міста Чуі і далі стає природним кордоном між Бразилією та Уругваєм, впадає в Атлантичний океан.

## Топоніміка
Назва річки походить від слова на мові Тупі-Гуарані, яке перекладається як птах.

## В культурі
Поширений португальський вираз «do Oiapoque ao Chuí» («від Ояпоки до річки Чуі») використовується для визначення кордонів нації, згадуючи водні шляхи, які поділяють північ і південь в кінці бразильського узбережжя. Вираз використовується так само, як американці використовують вираз «від узбережжя до узбережжя».

## Галерея

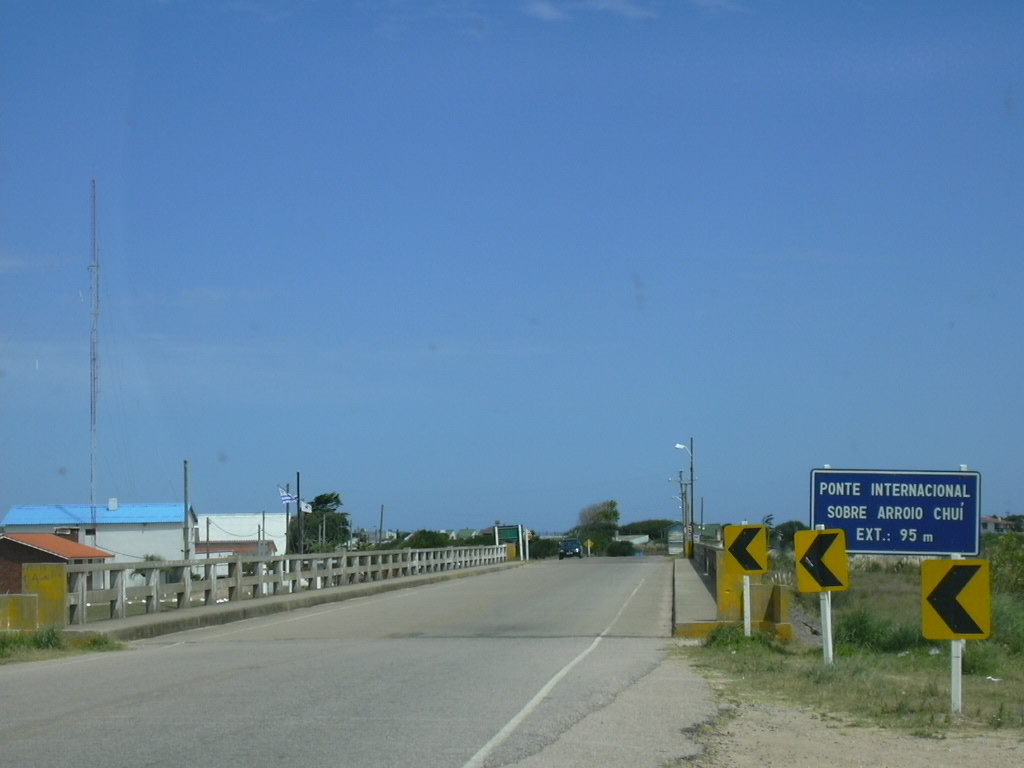
Міст через річку Чуі на бразильсько-уругвайському кордоні
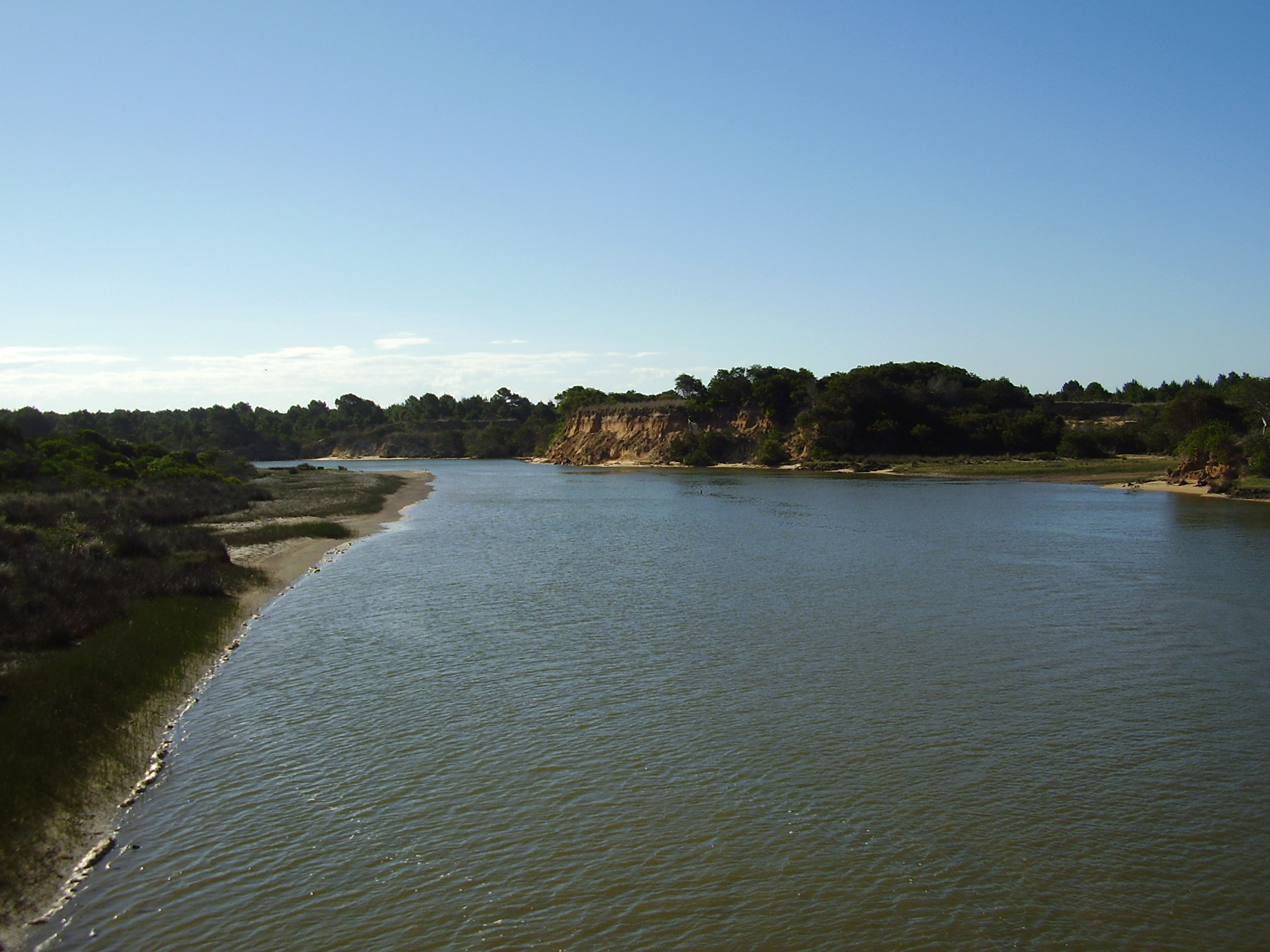
Чуі
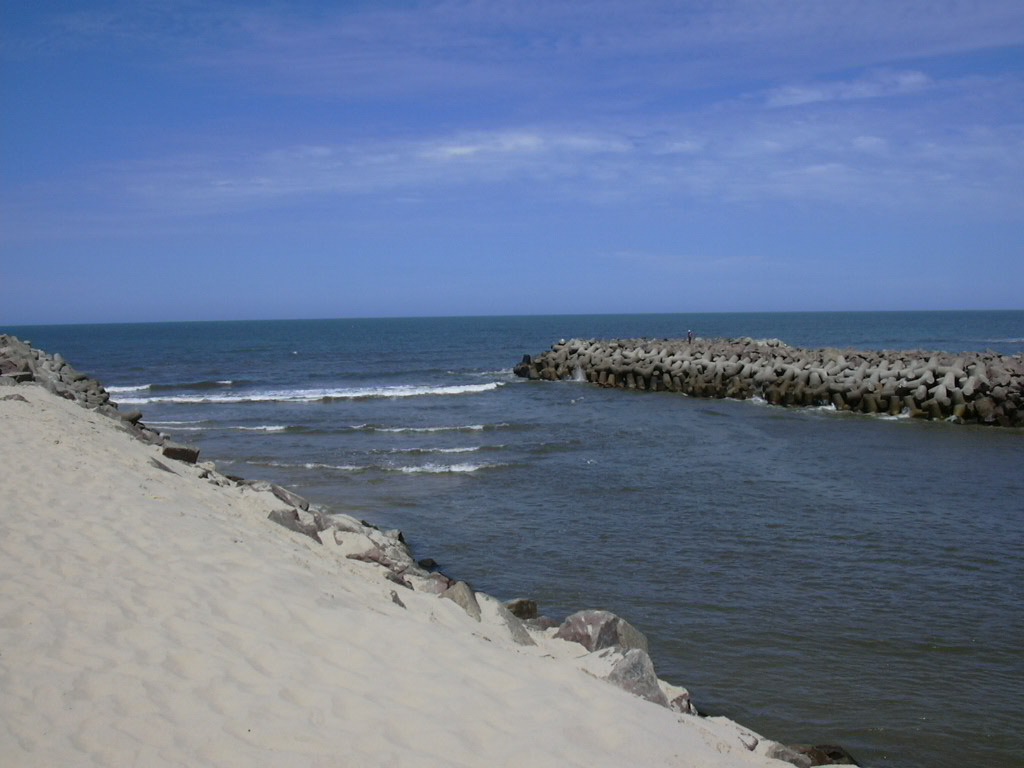
Чуі при впадінні в Атлантичний океан